# 德鲁瓦济
德鲁瓦济（法語：Droizy，法語發音：[dʁwazi]）是法国上法兰西大区埃纳省的一个市镇，位于该省南部，属于苏瓦松区。

## 地理
德鲁瓦济（49°16'38"N, 3°23'34"E）面积5.42 平方千米，位于法国上法蘭西大區埃纳省，该省份为法国北部内陆省份，北起北部省，西接索姆省和瓦兹省，东临阿登省和马恩省，西南至塞纳-马恩省，东北部与比利时接壤。
与德鲁瓦济接壤的市镇（或旧市镇、城区）包括：沙克里斯、阿尔泰讷和托、洛努瓦、米雷和克鲁特。

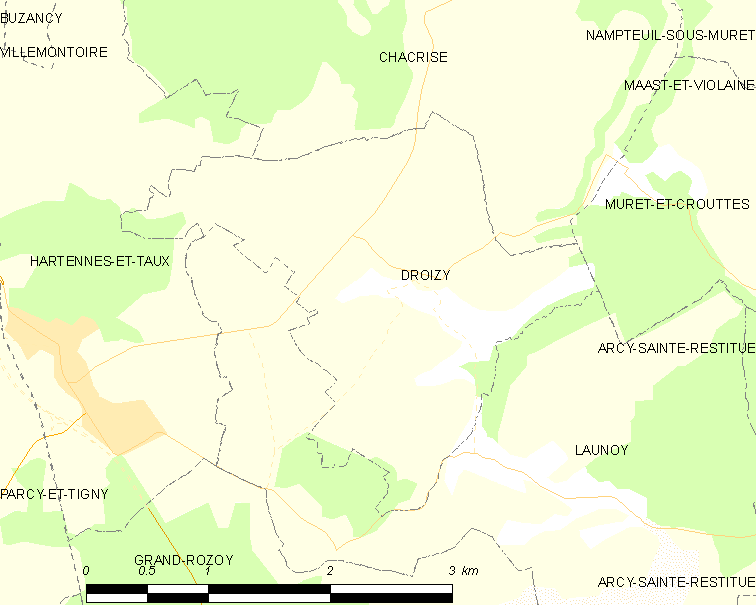
德鲁瓦济的OSM定位图

德鲁瓦济的时区为UTC+01:00、UTC+02:00（夏令时）。

## 行政
德鲁瓦济的邮政编码为02210，INSEE市镇编码为02272。

## 政治
德鲁瓦济所属的省级选区为维莱科特雷县。

## 人口

1962-2008年间德鲁瓦济人口变化图示

德鲁瓦济于2022年1月1日时的人口数量为75人。